# Bruno Lage
Bruno Miguel Silva do Nascimento (Setúbal, 12 de maio de 1976), mais conhecido como Bruno Lage, é um treinador de futebol português. Desde 2024 treina o Benfica.

## Carreira

### Início
Nascido em Setúbal, Bruno Lage iniciou a carreira de treinador nos escalões jovens do Vitória de Setúbal em 1997.
Depois de ter treinado várias categorias de base do Benfica de 2004 a 2012, e posteriormente ter sido auxiliar técnico no Sheffield Wednesday e no Swansea City, Bruno Lage adquiriu o módulo de treinador nível 4 em apenas seis meses e retornou ao Benfica como treinador da equipe B em julho de 2018.

### SL Benfica
Seis meses depois, no dia 3 de janeiro de 2019, assumiu a equipe principal do clube como técnico interino, substituindo Rui Vitória. Três dias depois, Bruno Lage fez a sua estreia na Primeira Liga com uma vitória por 4–2 sobre o Rio Ave. Em 18 de maio, sagrou-se campeão nacional pela primeira vez na sua carreira como treinador após vencer o Santa Clara por 4–1 no estádio da Luz na 34.º jornada, conquistando assim o 37.º campeonato para o Benfica.

### Wolverhampton
Bruno Lage foi oficializado como treinador do Wolverhampton no dia 9 de junho de 2021, chegando para substituir o também português Nuno Espírito Santo. Na sua primeira temporada no Wolverhampton, o clube ficou na 13ª posição, na segunda época pelos wolfes acabou por ser despedido do clube inglês no dia 2 de outubro de 2022, devido aos resultados menos conseguidos que a equipa vinha a realizar.

### Botafogo Futebol e Regatas
Em 8 de julho de 2023, foi anunciado como técnico do Botafogo, com um contrato até o fim da temporada para comandar o clube no restante do Campeonato Brasileiro e na Copa Sul-Americana.
Em situação atípica para um treinador, ele pegou o clube na liderança do Brasileirão após a saída repentina de Luís Castro para a Liga Saudita. Realizou sua estreia pela equipe no dia 19 de julho, em um empate por 1–1 contra o Patronato, válido pelos play-offs da Copa Sul-Americana.
Seu jogo de estreia no Campeonato Brasileiro foi contra o Santos, na Vila Belmiro. Com o time da Baixada Santista marcando o segundo gol com Marcos Leonardo aos 81 minutos, no que muitos pensaram ser um derrota vexatória para um clube próximo a zona de rebaixamento, acabou com uma reação relâmpago do time carioca, tendo Tiquinho Soares e Adryelson empatado o jogo em três minutos, com o placar final em 2–2.
No dia 27 de agosto, venceu o Bahia por 3–0 pelo Campeonato Brasileiro e completou 10 jogos ao comando do Botafogo, com seis empates e quatro vitórias. Porém, os problemas vieram a surgir após essa sequência essa invicta. Após o clube o clube ter se classificado para às quartas de final da Sul-Americana depois de eliminarem o Guaraní utilizando somente o elenco reserva em ambas às partidas, a torcida esperava que o treinador levasse a competição mais a sério. No entanto, após um empate em 1–1 no Nilton Santos, contra o Defensa y Justicia, a equipe caiu nas quartas ao perderem na Argentina por 2–1, com direito a gol contra e, novamente, utilizando uma equipe reserva. Com isso, a invencibilidade de Lage veio ao fim.
O próximo jogo válido foi contra o Flamengo, rival do clube alvinegro. Na partida em questão, válida pelo Brasileiro, o rubro-negro carioca buscava diminuir a distância para o líder, enquanto o Botafogo buscava disparar no campeonato e manter a invencibilidade em casa. Porém, em uma partida polêmica, o Botafogo marcou um gol contra logo nos primeiros minutos, além de ter um jogador expulso ao decorrer da partida. Ao apito final, a equipe alvinegra foi derrotada por 2–1, perdendo sua invencibilidade em casa. Após o fim da partida, houve uma polêmica na coletiva de imprensa. Criticado por ter iniciado o jogo com alterações no lado direito do time, com Matías Segovia e JP Galvão como titulares, Bruno Lage disse estar "Colocando seu cargo a disposição da diretoria", fala que não pegou bem entre a torcida do Botafogo. Três partidas se seguiram após o clássico e até a demissão do treinador. Duas derrotas, sendo ambas respectivamente fora de casa, contra Atlético Mineiro e Corinthians, e um empate polêmico em casa contra o Goiás.
No dia 3 de outubro, Bruno Lage foi demitido do Botafogo após 15 jogos, com o retrospecto de quatro vitórias, sete empates e quatro derrotas — um aproveitamento de 43%.

### Retorno ao SL Benfica
Lage acertou seu retorno ao SL Benfica no dia 5 de setembro de 2024, sucedendo a Roger Schmidt e assinado contrato até 2026.

## Estatísticas
Atualizadas até 4 de outubro de 2023
| Equipe        | Jogos | Vitórias | Empates | Derrotas | Aproveitamento |
| ------------- | ----- | -------- | ------- | -------- | -------------- |
| Benfica B     | 13    | 8        | 3       | 2        | 69.23%         |
| Benfica       | 102   | 77       | 16      | 19       | 80.72%         |
| Wolverhampton | 51    | 19       | 10      | 22       | 43.79%         |
| Botafogo      | 15    | 4        | 7       | 4        | 42.22%         |
| Total         | 155   | 82       | 32      | 41       | 59.78%         |

## Títulos
Benfica
- Primeira Liga: 2018–19
- Supertaça Cândido de Oliveira: 2019, 2025[23]
- Taça da Liga: 2024-25

### Prémios individuais
- Melhor Treinador da Primeira Liga: 2018–19[24]
- Prêmio CNID – Treinador do Ano: 2019[25]
- Treinador Português do Ano (FPF): 2019[26]
- Treinador do Mês da Premier League: janeiro de 2022[27]